# Žíp
Žíp, ungarisch Zsip (bis 1927 slowakisch oder „Žip“ oder „Žipovce“) ist eine Gemeinde in der südlichen Mittelslowakei mit 305 Einwohnern (Stand 31. Dezember 2024), die im Okres Rimavská Sobota, einem Kreis des Banskobystrický kraj, liegt und zur traditionellen Landschaft Gemer gehört.

## Geographie
Die Gemeinde befindet sich im Mittelteil des Talkessels Rimavská kotlina (Teil der größeren Einheit Juhoslovenská kotlina), auf linksseitiger Flurterrasse des Blh im Einzugsgebiet der Rimava. Das Ortszentrum liegt auf einer Höhe von 173 m n.m. und ist 17 Kilometer von Rimavská Sobota entfernt.
Nachbargemeinden sind Dulovo im Norden, Barca im Nordosten und Osten, Radnovce im Südosten, Vieska nad Blhom im Süden und Bátka im Westen.

## Geschichte

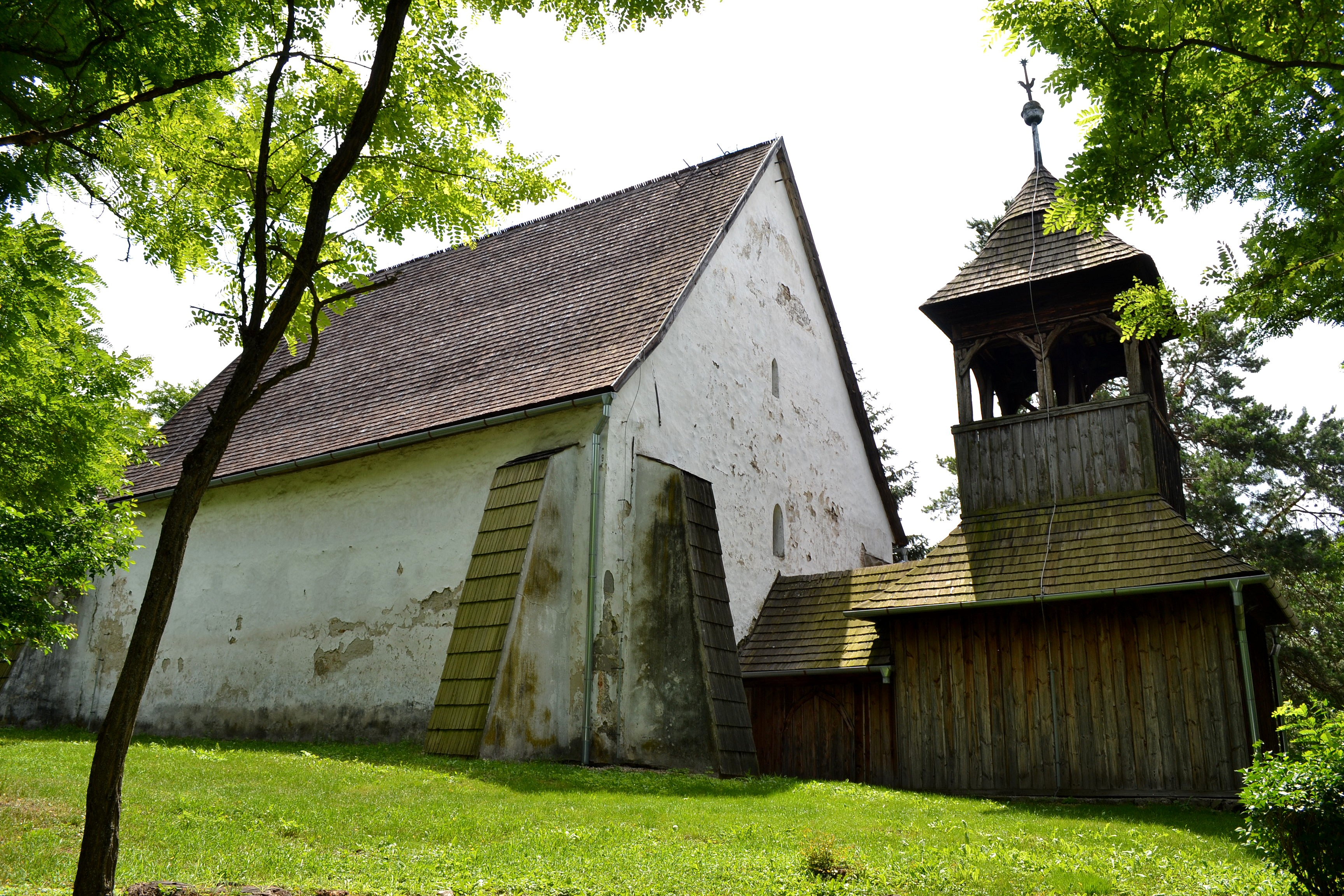
Reformierte Kirche und Glockenturm

Žíp wurde zum ersten Mal 1295 als Izep schriftlich erwähnt, weitere historische Bezeichnungen sind Isyp (1332–37), Isep (1395) und Zsipp (1773). Der Ort lag im Herrschaftsgebiet der Burg Blh, später war er Besitz des Geschlechts Széchy und schließlich Gut in der Herrschaft der Burg Muráň. In der Zeit der Türkenkriege wurde der Ort in Mitleidenschaft gezogen. 1778 hatte die Ortschaft 290 Einwohner, 1828 zählte man 33 Häuser und 288 Einwohner, die als Landwirte beschäftigt waren.
Bis 1918/19 gehörte der im Komitat Gemer und Kleinhont liegende Ort zum Königreich Ungarn und kam danach zur Tschechoslowakei beziehungsweise heute Slowakei. Auf Grund des Ersten Wiener Schiedsspruchs lag er von 1938 bis 1944 noch einmal in Ungarn.

## Bevölkerung
| Jahr                | 1994 | 2004     | 2014    | 2024     |
| ------------------- | ---- | -------- | ------- | -------- |
| Anzahl der Personen | 177  | 237      | 245     | 305      |
| Unterschied         |      | +33,89 % | +3,37 % | +24,48 % |

| Jahr                | 2023 | 2024    |
| ------------------- | ---- | ------- |
| Anzahl der Personen | 301  | 305     |
| Unterschied         |      | +1,32 % |

Gemäß der Volkszählung 2011 wohnten in Žíp 225 Einwohner, davon 185 Magyaren und 32 Slowaken. Acht Einwohner machten keine Angabe zur Ethnie.
108 Einwohner bekannten sich zur reformierten Kirche, 65 Einwohner zur römisch-katholischen Kirche, zwei Einwohner zur Evangelischen Kirche A. B. sowie jeweils ein Einwohner zur evangelisch-methodistischen Kirche und zur griechisch-katholischen Kirche. 38 Einwohner waren konfessionslos und bei 10 Einwohnern wurde die Konfession nicht ermittelt.

## Baudenkmäler

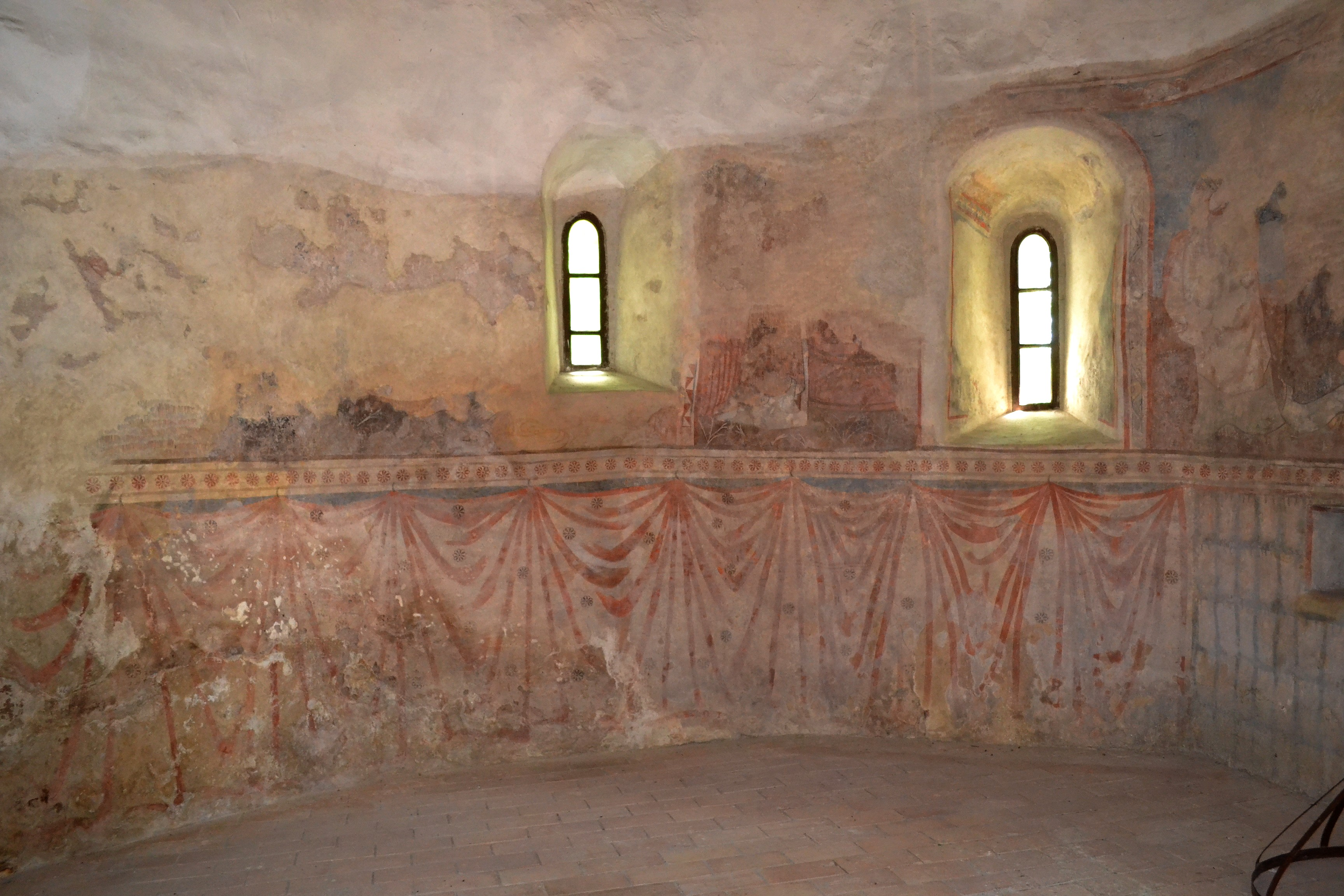
Mittelalterliche Fresken im Inneren der Kirche

- reformierte (calvinistische) Kirche im gotischen Stil, ursprünglich im späten 13. Jahrhundert erbaute römisch-katholische Kirche Jungfrau Maria. Die einschiffige Kirche mit einem polygonalen Chor ist mit wertvollen mittelalterlichen Fresken verziert. Draußen steht direkt nebenan ein Holzglockenturm.[6]
- Landschloss im klassizistischen Stil aus der Hälfte des 19. Jahrhunderts, heute in verfallenem Zustand[7]